# Конице
Конице (чеш. Konice) — второй по величине город в районе Простеёв Оломоуцкого края Чешской Республики. Конице является историческим, административным и общественным центром микрорегиона Коницко.

## География
Моравский городок Конице расположен в 18-ти километрах северо-западнее Простеёва среди холмов Драганской высочины в долине реки Ромже. Старейшая часть Конице находится на левом берегу реки. Южнее города находятся три пруда: Ногавка, Каменный пруд (Kamenný rybník) и водохранилище На Стршелници. Ещё один пруд, Под Вишеградем, расположен восточнее от города.

## История
Поселение исторически возникло на важном торговом пути, соединяющем район Мала Гана с остальной частью Моравии. Поскольку здесь располагались конюшни для отдыха и замены лошадей, поселение получило соответствующее название. Первое письменное упоминание о Конице датируется 1 сентября 1200 года, когда для охраны торгового пути здесь была сооружена крепость. После этого поселение очень скоро стало резиденцией местных феодалов. В конце XIII века Конице приобрёл Адам из Холини. После него поселение несколько раз переходило из рук в руки пока его владельцами ни стали господа из Швабениц, в собственности которых Конице находился целых 220 лет. В XVII веке Конице вышел из владения господ из Швабениц и стал быстро приходить в упадок, пока в 1699 году не перешёл в собственность Градиского монастыря премонстрантов.
В начале XVIII века костёл в Конице был перестроен, а на месте разрушенной к тому времени крепости был выстроен замок в стиле барокко. После закрытия монастыря в 1787 году всё его имущество перешло государству. В 1825 году Конице в довольно ветхом состоянии был продан фабриканту Карелу Пршизе, семья которого владела городом до 1945 года. Во владении рода Пршиза Конице получил статус города, а в замке был проведён капитальный ремонт.

## Памятники
- Замок Конице — построен в XVIII веке на месте крепости, заложенной в 1200 году. На территории замка находятся фонтан и статуя св. Флориана, воздвигнутые в 1740 году Ондржеем Загнером.
- Костел Рождества Пресвятой Девы Марии — приходская церковь, заложенная в 1506 году и перестроенная в 1701—1704 годах.
- Костел Святого Иоанна Крестителя — старейший памятник в городе, кладбищенский костел, построенный в 1560 году.
- Статуя св. Яна Непомуцкого — статуя стоит на городской площади; установлена в 1717 году.